# Список умерших в 1130 году
В этой статье представлен список известных людей, умерших в 1130 году.
См. также: Категория:Умершие в 1130 году

## Январь
- 3 января — Бюршар[нем.] — епископ Камбре (1114/1116—1130)
- 5 января — Балдерик Дольский — епископ Доля (1107—1130), поэт и историк

## Февраль
- 13 февраля — Гонорий II — папа римский (1124—1130)
- Боэмунд II — князь Таранто (1112—1128), князь Антиохии (1112—1130). Погиб в сражении.

## Март
- 1 марта — Вацлав I[нем.] — князь оломоуцкий (1126—1130)
- 14 марта — Бертольд I фон Альвеншлебен[нем.] — епископ Хильдесхайма (1119—1130)
- 15 марта — Лотарь Удо IV — маркграф Северной марки (1128—1130)
- 26 марта — Сигурд I Крестоносец — король Норвегии (1103—1130), руководитель Норвежского крестового похода
- Аэнор де Шательро — герцогиня-консорт Аквитании и графиня-консорт Пуатье (1026—1030), жена герцога Гильома X, мать Алиеноры Аквитанской

## Май
- 15 мая — Исидор Мадридский — святой римско-католической церкви, покровитель Мадрида и крестьянства

## Август
- 19 августа — Варфоломей Симерийский[итал.] — аббат, создатель монастырей в южной Италии, святой римско-католической церкви.
- 20 августа — Мухаммад ибн Тумарт — мусульманский богослов, основатель движения Альмохадов.
- 27 августа — Юдифь Баварская (30) — герцогиня Швабии, жена Фридриха II.

## Октябрь
- 1 октября — Мегингер[нем.] архиепископ Трира (1027—1030)
- 7 октября:
  - ал-Амир Абу Али Мансур ибн Ахмад (33) — халиф Фатимидов (1101—1130);
  - Герман II — первый маркграф Бадена (1074—1130), регент Веронской марки (1112—1130).
- 16 октября — Педро Гонсалес де Лара — галисийский магнат, фаворит королевы Урраки, самый влиятельный после королевы человек в королевстве Кастилии и Леона

## Ноябрь
- 3 ноября — Берардо деи Марси — кардинал-священник Сан-Кризогоно (1100—1117), епископ Марси (1113—1130), святой римско-католической церкви.
- 4 ноября — Маргарет Фредкулла (Дева Мира) — шведская принцесса, королева-консорт Норвегии, как жена короля Магнуса III Голоногого (1101—1103), королева-консорт Дании (1104—1130), как жена короля Нильса, фактическая правительница Дании.
- 11 ноября — Тереза Леонская — первая графиня-консорт Португалии (1093—1112), регент Португалии (1012—1028)
- 13 ноября — Адольф I фон Шауэнбург — граф Шауэнбург и Гольштейн (1010—1130)

## Дата неизвестна или требует уточнения
- Ангус[англ.] — последний мормэр Морея (1130)
- Андроник Комнин — севастократор, четвёртый ребёнок и второй сын византийского императора Алексея I Комнина и Ирины Дукини.
- Бернар Шартрский — французский философ-платоник, представитель шартрской философской школы, старший брат другого философа этой школы, Тьерри Шартрского. Это он сказал: …мы подобны карликам, усевшимся на плечах великанов."
- Брахмадева[англ.] — индийский математик
- Бурхард I фон Локкум — граф в Южном Амбергау, фогт Гандерсхайма.
- Видьякара[англ.] — буддийский учёный и поэт
- Юг II де Сен-Поль — граф де Сен-Поль (1083—1130), участник первого крестового похода.
- Гутьере Вермудез — испанский леонский дворянин с титулом графа.
- Димот — отшельница в аббатстве Вессобрунн в Верхней Баварии, Германия.
- Имад ад-даула Абд аль-Малик — девятый эмир Сарагосы (1110—1119).
- Элизабета Роз[англ.] — бенедиктинская монахиня, святая римско-католической церкви.
- Ли Тан — китайский художник-пейзажист
- Матильда Хантингдонская — графиня Хантингдонская (ок 1075—1130), графиня-консорт Нортгептона (1090—1109) как жена герцога Симона I де Санлис, королева-консорт Шотландии (1124—1130), как жена Давида I
- Микьель, Доменико — венецианский дож (1118—1130)
- Рамапала[англ.] — император Пала (1077—1130)
- Роберт Беллемский — синьор де Беллем (1082—1112), граф Шрусбери (1098—1102), граф де Понтье (1100—1112). Умер в заключении после 1130 года.
- Симеон Даремский — средневековый английский хронист, монах-бенедиктинец из Даремского приората, автор «Истории королей англов и данов» (лат. Historia regum Anglorum et Danorum) и ряда других работ по истории Англии.
- Стефан[англ.] — католический патриарх Иерусалима (1128—1130)
- Томас де Марль — французский рыцарь, синьор замка Куси, Бове, Ла-Фер, Вервена, Крепи, Пинона и Марль, участник первого крестового похода.
- Торчиторио II — юдекс Кальяри (Сицилия) (1116—1130)
- Уильям Бретейский[англ.] — бенедиктинский аббат, святой римско-католической церкви.
- Чжун Сян[нем.] — руководитель крестьянского восстания на территории китайских провинций Хунань и Хубэй (1130—1135), правитель царства Чу. Казнён[1].